# Earthworm Jim
Earthworm Jim är ett plattformsspel, där huvudpersonen är Jim, en daggmask som använder sig av en rustning. Spelet skapades av Doug TenNapel och designades av David Perry. Spelet utvecklades av Shiny Entertainment och Playmates Interactive Entertainment, för att 1994 släppas till Sega Mega Drive och därefter överföras till flera olika spelmaskiner.

## Handling
Daggmasken Jim använder sig av en dräkt som gör att han kan röra sig som en människa, med maskdelen som huvud och utrustningen som kropp. Hans uppdrag är att stoppa de som vill efter hans utrustning. Han måste också rädda prinsessan What's-Her-Name.

### Fotnoter
1. ↑  ”Earthworm Jim” (på svenska). Super Power (Solna: Atlantic) (1 1995). januari 1995. Läst 23 april 2014.
2. ↑  ”Two WiiWare Games and One Virtual Console Game Added to Wii Shop Channel”. 27 oktober 2008. Arkiverad från originalet den 31 oktober 2008. https://web.archive.org/web/20081031194948/http://www.nintendo.com/whatsnew/detail/oT8dyUiAQmpN9sL4wlTj346dEWnyry8F. Läst 31 oktober 2008.
3. 1 2  http://hardcoregaming101.net/earthwormjim/earthwormjim.htm